# Guardian Media Group
Guardian Media Group (GMG) es una compañía británica que opera varios servicios de medios como The Guardian y The Observer. Es propiedad de Scott Trust Limited, que existe para garantizar la independencia financiera y editorial de The Guardian.